# Ferdo Stražimir Kulundžić
Ferdo Stražimir Kulundžić (Srijemski Karlovci, 17. veljače 1875. – Osijek, 15. ožujka 1945.), bio je hrvatski političar i književnik rodom iz Srijema.

## Životopis
Ferdinand Stražimir Kulundžić (poznatiji kao Ferdo Stražimir Kulundžić). rodio se u Srijemskim Karlovcima 1875. godine a kasnije se seli u Osijek. U Osijeku je radio kao poštanski činovnik i bio je aktivan kao političar Hrvatske stranke prava, a kasnije i Hrvatske zajednice. Za Kraljevine Jugoslavije u vrijeme zloglasnog režima Pašić-Pribićević otpušten je iz državne službe kao i tada mnogi činovnici diljem Hrvatske. Ferdo Stražimir Kulundžić otac je publicista, književnika, bibliologa i povjesničara Zvonimira Kulundžića i Nade Kulundžić (udate Štark) hrvatske komunistkinje, ubijene u Logoru Stara Gradiška 1945. godine, kasnije proglašene Narodnim herojem u bivšoj Jugoslaviji a po kojoj je nazvana tvornica čokoladnih i slastičarskih proizvoda u Zemunu, Nada Štark (sadašnji Soko Štark).

## Književno stvaralaštvo
Bio je angažirani pjesnik stavljajući svoje pero u službu narodnih ideala i narodne borbe često se skrivajući iza pseudonima kao što su, Momče Fruškogorče, Davoraš, Srijemski Karlovčanin i drugi. Kao pisac pjesama, basni i mnogobrojnih političkih članaka i satira iza sebe je ostavio osamdeset pjesama objavljujući ih u zadarskoj Hrvatskoj, karlovačkom Ljiljanu, zagrebačkom Trnu, zagrebačkoj Nadi, novosadskom Bršljanu, subotičkom Nevenu, slavonskobrodskoj Posavskoj Hrvatskoj i drugim tadašnjim časopisima i listovima. Prestao je pisati ne navršivši trideset godina sve više se angažirajući u politici.
Ferdina pjesma objavljena u božićnom broju Posavske Hrvatske 1895. godine:
Hrvatski seljak i gospoda
Hrvatski je seljak, čujte

Gospodin najveći!
Jer svakom da je Hrvat,

U brk može reći.

Mi gospoda... baš Hrvati!

Kukavci smo pravi:

Zbog trbuha niječemo,

Hrvatski um zdravi.

Hrvatski je seljak sretnik,

U preslatkoj sreći: Kad on svakom da je Hrvat,

U brk može reći.
Momče Fruškogorče (23. prosinca 1895.).
Ferdo Stražimir Kulundžić ušao je u monumentalnu leksikografsku ediciju Znameniti i zaslužni Hrvati te pomena vrijedna lica u hrvatskoj povijesti od 925–1925 objavljenu prigodom proslave tisućugodišnjice Hrvatskoga Kraljevstva.